# 第12族元素
| 族   | ← 12 → |
| 周期 |        |
| 4    | 30 Zn  |
| 5    | 48 Cd  |
| 6    | 80 Hg  |
| 7    | 112 Cn |

第12族元素（だいじゅうにぞくげんそ）は、周期表の第4周期以降に現れる、亜鉛と同族の元素群であり、亜鉛族元素（あえんぞくげんそ）とも呼ばれる。亜鉛以外に、カドミウム・水銀・コペルニシウムが含まれる。最外殻にns2電子配置を持つため、イオン化した際に外れる電子は、最外殻のs軌道の電子2つまでである。内部のd軌道は電子で満たされているため、一般に第12族元素はDブロック元素であるものの、遷移金属の性質は示さず典型元素の金属としての性質を示す。

## 分類の変遷
かつて短周期表では、遷移元素に分類されていた。しかし、第12族元素は閉殻していないd軌道を持たないため、現在のIUPACの定義に従えば、遷移元素に分類されない。

## 性質
第12族元素では価電子および内殻は（f14）d10s2構造であり、内殻および副殻が閉殻の電子配置を採っている。
なお、コペルニシウムは寿命が短く、詳しい性質が知られていない。
|                                    | 亜鉛 30Zn                | カドミウム 48Cd          | 水銀 80Hg                               |
| ---------------------------------- | ------------------------ | ------------------------ | --------------------------------------- |
| 電子配置                           | [Ar]3d104s2              | [Kr]4d105s2              | [Xe]4f145d106s2                         |
| 第1イオン化エネルギー （kJ mol-1） | 906.4                    | 867.7                    | 1007.0                                  |
| 第2イオン化エネルギー （kJ mol-1） | 1733.3                   | 1631.4                   | 1809.7                                  |
| 電子親和力 （電子ボルト）          | <0                       | <0                       | <0                                      |
| 電気陰性度 （Allred-Rochow）       | 1.6                      | 1.7                      | 1.9                                     |
| イオン半径 （pm; M2+）             | 74（4配位） 88 （6配位） | 92（4配位） 109（6配位） | 83（2配位） 110 （4配位） 116 （6配位） |
| 金属結合半径 （pm）                | 133                      | 149                      | 150                                     |
| 融点 （K）                         | 692.68                   | 594.22                   | 234.32                                  |
| 沸点 （K）                         | 1180                     | 1040                     | 629.88                                  |
| 酸化還元電位 E0 （V）              | -0.7626（M+2/M）         | -0.4025 （M+2/M）        | 0.7960 （M+2/M）                        |

最外殻の電子がs軌道の2つの電子である点はアルカリ土類金属と類似しているものの、性質は安定な陽イオンが2価までであること以外、特に共通点は無い。例えば、第12族元素の電気陰性度は周期が進むにつれて上昇してゆくのに対して、アルカリ土類金属の電気陰性度では周期が進むにつれて低下してゆく。また、第12族元素の原子価軌道の内側は（n-1）d10軌道であり、アルカリ土類金属の場合の希ガス配置とは異なる。
満たされたd軌道は、その軌道の対称性から外部の影響によって簡単に分極を起こし、これが亜鉛族の独特の化学的特性をもたらす（配位子場理論を参照）。
亜鉛とカドミウムは性質が似ており、特にイオン半径が近いために、鉱物では同形置換の形で共存している場合も多い。そのため、亜鉛の製錬時には、カドミウムが副産物として得られる。亜鉛とカドミウムの混合物は、その後、蒸留の操作などで分離される。
水銀は亜鉛・カドミウムとは異なり、金属としては唯一、常温常圧で液体である。また、亜鉛とカドミウムが卑金属であるのに対し、水銀はイオン化傾向が水素より小さい金属という定義に従い貴金属に分類される場合もある。貴金属は一般に金属元素としては電気陰性度が高い傾向にあり、特に白金族元素は電気陰性度が高い。水銀の電気陰性度は、白金族元素には及ばないものの、銀に近い値であることが知られているといった特徴を有する。さらに、水銀はアマルガムと呼ばれる、合金を多くの金属と容易に形成することも知られている。
なお、第12族の第6周期までの3元素の全てに共通な数少ない特徴として、蒸気圧が高く、揮発性が高いことが挙げられる。また、この3元素の酸化物は、いずれも両性酸化物であることが知られている。